# 16680 Minamitanemachi
16680 Minamitanemachi è un asteroide della fascia principale. Scoperto nel 1994, presenta un'orbita caratterizzata da un semiasse maggiore pari a 2,6780296 UA e da un'eccentricità di 0,1765439, inclinata di 14,11938° rispetto all'eclittica.